# آبله گاوی
آبلهٔ گاوی (به انگلیسی: Cowpox) یک بیماری عفونی ناشی از آلودگی با ویروس آبله‌ گاوی است. این ویروس، از سردهٔ ویروسی ارتوپوکس‌ویروس بوده و از نظر طبقه‌بندی زیستی ارتباط نزدیکی با ویروس واکسینیا دارد. این ویروس از ویروس‌های زئونوز انسان و حیوانات است و بین گونه‌های مختلف حیوانات مانند گاو و انسان قابل انتقال است.

## توصیف
انتقال این بیماری برای اولین بار در افرادی که برای دوشیدن شیر به پستان گاوهای آلوده دست می‌زدند مشاهده شد. این افراد دچار زخم‌ها و ضایعات پوستی شدیدی می‌شدند. آبله گاوی بیشتر در حیواناتی به جز گاوها مانند جوندگان نیز یافت می‌شود. آبلهٔ گاوی، علائمی مشابه بیماری بسیار مسری و اغلب کشندهٔ آبله دارد اما عوارض و مرگ و میر بسیار کمتری از آبله دارد.

## واکسیناسیون
شباهت برخی از علائم اولیهٔ آبلهٔ گاوی به بیماری خطرناک آبله و مشاهدهٔ ایمنی دامداران مرتبط با گاوها در مقابل آبله، موجب ابداع و تهیهٔ واکسن آبله توسط پزشک انگلیسی ادوارد جنر شده‌است.
واژه "واکسیناسیون" که توسط جنر در سال ۱۷۹۶ ابداع شد، از واژهٔ لاتین vacinus به معنی «از گاو یا از آن گاو» گرفته شده‌است. پس از واکسیناسیون، بدن افراد پادتن‌هایی تولید می‌کند که آن‌ها را در برابر آبلهٔ گاوی ایمن می‌کند. این پادتن‌ها همچنین در مقابل ویروس خطرناک آبله در افراد ایجاد مقاومت می‌کنند.
واکسیناسیون آبلهٔ گاوی بسیار موفقیت‌آمیز بود و در سال ۱۹۸۰، سازمان بهداشت جهانی اعلام کرد که آبلهٔ گاوی اولین بیماری است که به واسطهٔ واکسیناسیون، در سراسر جهان، ریشه‌کن شده‌است.
برخی دیگر از ارتوپاکس‌ویروس‌ها در برخی مناطق همچنان شایع هستند و باعث آلودگی و ابتلا به بیماری می‌شوند. به عنوان مثال نوع دیگری از ویروس آبلهٔ گاوی (CPXV) در اروپا، ویروس واکسینیا در برزیل و ویروس آبلهٔ میمون در مرکز و غرب آفریقا همچنان شایع هستند.